# Bueyeros
Bueyeros ist eine unincorporierte Siedlung im Harding County im US-Bundesstaat New Mexico. Die Siedlung liegt an der New Mexico State Road 102, 33 km nordöstlich von Mosquero.

## Geographie
Die kleine Ansiedlung besteht in der Gegenwart aus wenigen Häusern. Sie liegt beiderseits der State Road 102, westlich des nicht regelmäßig wasserführenden Bueyeros Creek.

## Geschichte
Der Ort hat seinen heutigen Namen nach dem spanischen Wort für „Ochsenkarrenführer“. Um 1878 kamen mehrere hispanische Siedler aus den Sangre de Cristo Mountains hierher, um ihr Vieh auf dem offenen Land unweit des Ute Creek weiden zu lassen. Einige von ihnen fuhren Ochsenkarren, waren also „bueyeros“, weswegen der kleine Bach, an dem sie lagerten, diesen Namen bekam.
Die Siedlung hieß zunächst Vigil bzw. Vigil Plaza, nach den Viehbesitzern Leandro und Agustin Vigil, denen tausende Stück Vieh gehörten. 1894 wurde ein Postamt unter diesem Namen eingerichtet. Es wurde 1898 in Bueyeros umbenannt.
Die Bueyeros School ist im National Register of Historic Places eingetragen.